# Митрофанов, Иван Алексеевич
Иван Алексеевич Митрофанов (10 апреля 1902, Бажаново, Екатеринославская губерния — 1974, Кривой Рог, Днепропетровская область) — советский деятель, новатор производства, бурильщик рудоуправления имени Коминтерна, Кривой Рог Днепропетровской области. Депутат Верховного Совета СССР 2-го созыва, депутат Верховного Совета УССР 3-го созыва.

## Биография
Родился 10 апреля 1902 года в посёлке Бажаново (ныне в черте города Кривой Рог) в семье рабочего.
Трудовую деятельность начал в двенадцатилетнем возрасте погонщиком на Ростковском руднике. Затем работал водоносом, лопатником на шахте в Криворожском бассейне. Работал бурильщиком шахтоуправления имени Коминтерна треста «Руда» (Кривой Рог). Член ВКП(б) с 1931 года. В 1939 году ввёл метод многоперфораторного глубокого штангового бурения. 9 августа 1940 года за смену добыл 2 тысячи тонн руды и выполнил норму на 1900 %.
Во время Великой Отечественной войны был эвакуирован на Урал, где работал бурильщиком Гороблагодатского рудника.
В 1944 году вернулся в Кривой Рог. Работал бурильщиком, бригадиром бурильщиков шахтоуправления имени Коминтерна. Депутат Криворожского городского совета в 1947—1950 годах.
Проживал в посёлке имени Шевченко шахтоуправления имени Коминтерна (части города Кривой Рог). Был членом научного горно-технического общества Кривого Рога.
Умер в 1974 году в городе Кривой Рог.

## Награды
- Орден Ленина;
- Орден Трудового Красного Знамени;
- Почётный горняк СССР;
- медали.